# Ambres (Tarn)
Ambres es una comuna francesa situada en el departamento de Tarn, en la región de Occitania.

## Demografía
| 586 | 580 | 581 | 626 | 701 | 732 | 1010 |
| Para los censos de 1962 a 1999 la población legal corresponde a la población sin duplicidades (Fuente: INSEE [Consultar]) |     |     |     |     |     |      |